# Franz Isenegger
Franz Isenegger es un deportista suizo que compitió en bobsleigh en la modalidad cuádruple. Ganó dos medallas en el Campeonato Mundial de Bobsleigh, plata en 1981 y bronce en 1982.

## Palmarés internacional
| Campeonato Mundial | Campeonato Mundial         | Campeonato Mundial | Campeonato Mundial |
| Año                | Lugar                      | Medalla            | Prueba             |
| ------------------ | -------------------------- | ------------------ | ------------------ |
| 1981               | Cortina d'Ampezzo (Italia) | Medalla de plata   | Cuádruple          |
| 1982               | Sankt Moritz (Suiza)       | Medalla de bronce  | Cuádruple          |